# Politehnica Kiszyniów
Politehnica Kiszyniów (rum. Fotbal Club Politehnica Chișinău) – mołdawski klub piłkarski z siedzibą w Kiszyniowie, stolicy Mołdawii.

## Historia

### Chronologia nazw
- 1964—1999: Haiduc Hîncești (ros. «Хайдук» Хынчешты)
- 1999—2000: Haiducul Sporting Hîncești
- 2000—2001: Haiduc-Sporting-USM Hîncești
- Od 2001: FC Politechnica Kiszyniów

### Kalendarium
Drużyna piłkarska Haiduc Hîncești została założona w mieście Hîncești w 1964.
Do uzyskania niepodległości Mołdawii występował w rozgrywkach lokalnych. W rozgrywkach Mistrzostw Mołdawii występował w niższych ligach. W sezonie 1999/2000 jako Haiducul Sporting Hîncești debiutował w Divizia A, w której zajął 2. miejsce i zdobył awans do Wyższej Ligi Mołdawii. W sezonie 2000/2001 pozyskał sponsora - firmę UCM i z nazwą Haiduc-Sporting-USM Hîncești debiutował w Divizia Națională, ale zajął przedostatnie 7 miejsce i spadł z powrotem do Divizia A. Przed rozpoczęciem sezonu 2001/02 klub przeniósł się do Kiszyniowa i zmienił nazwę na Politechnica Kiszyniów. Po zakończeniu sezonu ponownie zajął drugie miejsce i powrócił do Divizia Națională. Ale sytuacja powtórzyła się i klub po zajętym siódmym miejscu spadł do Divizia A. W kolejnym sezonie klub zajął drugie miejsce w drugiej lidze, ale nie potrafił w barażach zdobyć awans do pierwszej ligi. Dopiero w sezonie 2004/2005 po zajętym drugim miejscu w barażach zdobył awans do pierwszej ligi. Od sezonu 2005/06 występował w Wyższej Lidze Mołdawii. W sezonie 2007/08 zajął przedostatnie 11 miejsce, ale 1 lipca 2008 przed startem nowego sezonu wycofał się z rozgrywek.

## Sukcesy
- 7 miejsce w Divizia Națională: 2000/01, 2002/03, 2005/06
- wicemistrz Divizia A: 1999/00, 2001/02, 2003/04, 2004/05